# Brunnen im Herdergarten
Der Brunnen im Herdergarten oder der Herdergartenbrunnen befindet sich im Garten des ehemaligen Wohnhauses des deutschen Dichters Johann Gottfried Herder in Weimar am nach diesem benannten Herderplatz. Er ist keine Installation aus klassischer Zeit, sondern wurde im Rahmen der Kulturstadtprojekte für 1999, als Weimar Kulturhauptstadt Europas war und anlässlich des 250. Geburtstages von Johann Gottfried Herder im Jahr 1994 errichtet. Das Brunnenbecken des Röhrenbrunnens ist an der Oberfläche kreisrund. Das Betonbecken ist jedoch eine Halbkugel und in den Boden eingelassen. Die Wasserzufuhr erfolgt über das Rabenwäldchen und wird über ein Edelstahlrohr mit einem abwärts gerichteten scheibenartigen Verteiler in der Beckenmitte ausgegossen. Der Brunnen ist 1998 installiert worden. Um den Brunnen, der an der Mittelachse des Gartens liegt, gruppieren sich runde Sitzbänke.
Der Garten selbst konnte laut Hans-Joachim Leithner 1994 aufgrund seiner hinterlassenen Briefe und mit Hilfe eines alten Stadtplanes zum 250. Geburtstag Herders rekonstruiert werden. Zumindest der die beiden Wegachsen schneidende Kreis ist auf dem Blaufußschen Plan deutlich zu erkennen. 
Im Unterschied zum Haus, das auch noch heute Sitz des Superintendenten ist, kann der Garten von der Öffentlichkeit besichtigt werden.
Es gibt unmittelbar neben dem Herderhaus selbst einen Brunnen, den sog. Herderhausbrunnen nahe dem Durchgang zum Garten an der linksseitigen alten Grundstücksgrenze, mit dem der Brunnen im Herdergarten jedoch nicht verwechselt werden darf. Demnach ist der mit einer Dickglasscheibe abgedeckte Schacht der des Herderhausbrunnens mit steinernem Verbau, der bei Sanierungsarbeiten am Eingangsbereich des Herderhauses wiederentdeckt und in die Neugestaltung nach historischem Vorbild einbezogen wurde. Wer wiederum der Bauherr dieses Brunnens war, ist unbekannt. Daneben an der Grundstücksmauer ist ein Spalier angebracht. 

Brunnen im Herdergarten
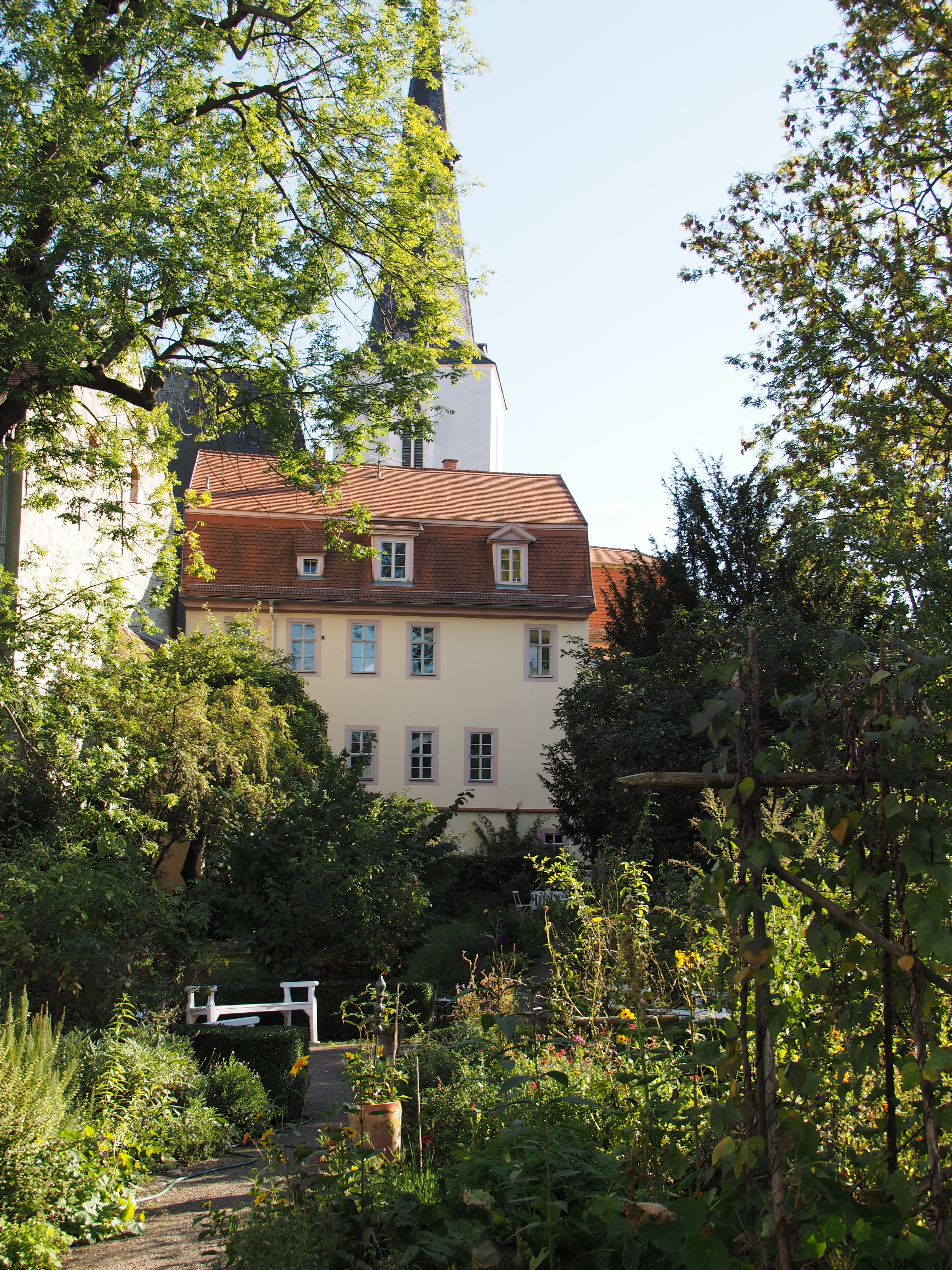
Brunnen im Herdergarten versteckt hinter den Pflanzen (zu sehen nur das Ausgussrohr)
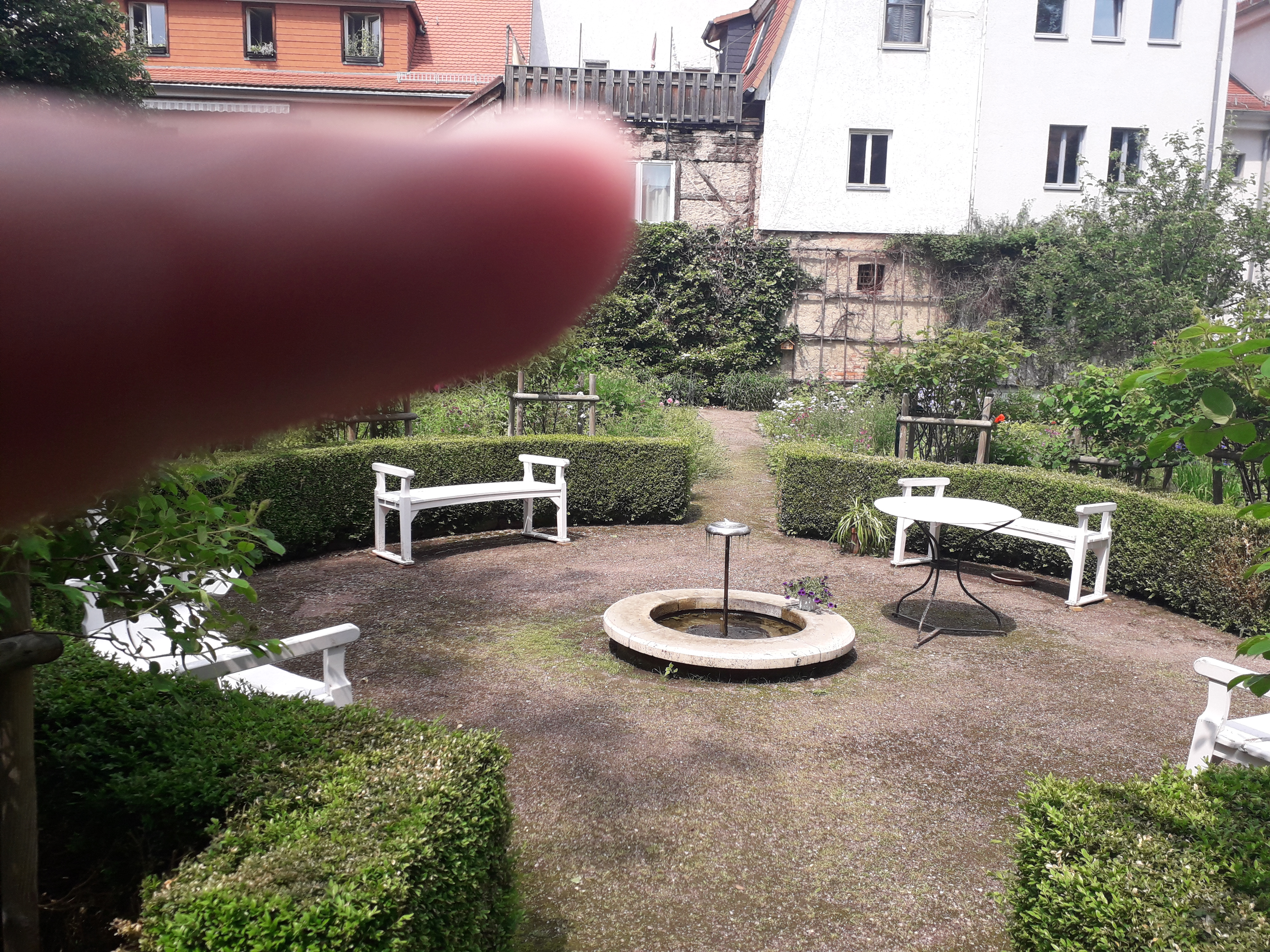
Brunnen im Herdergarten (2021)
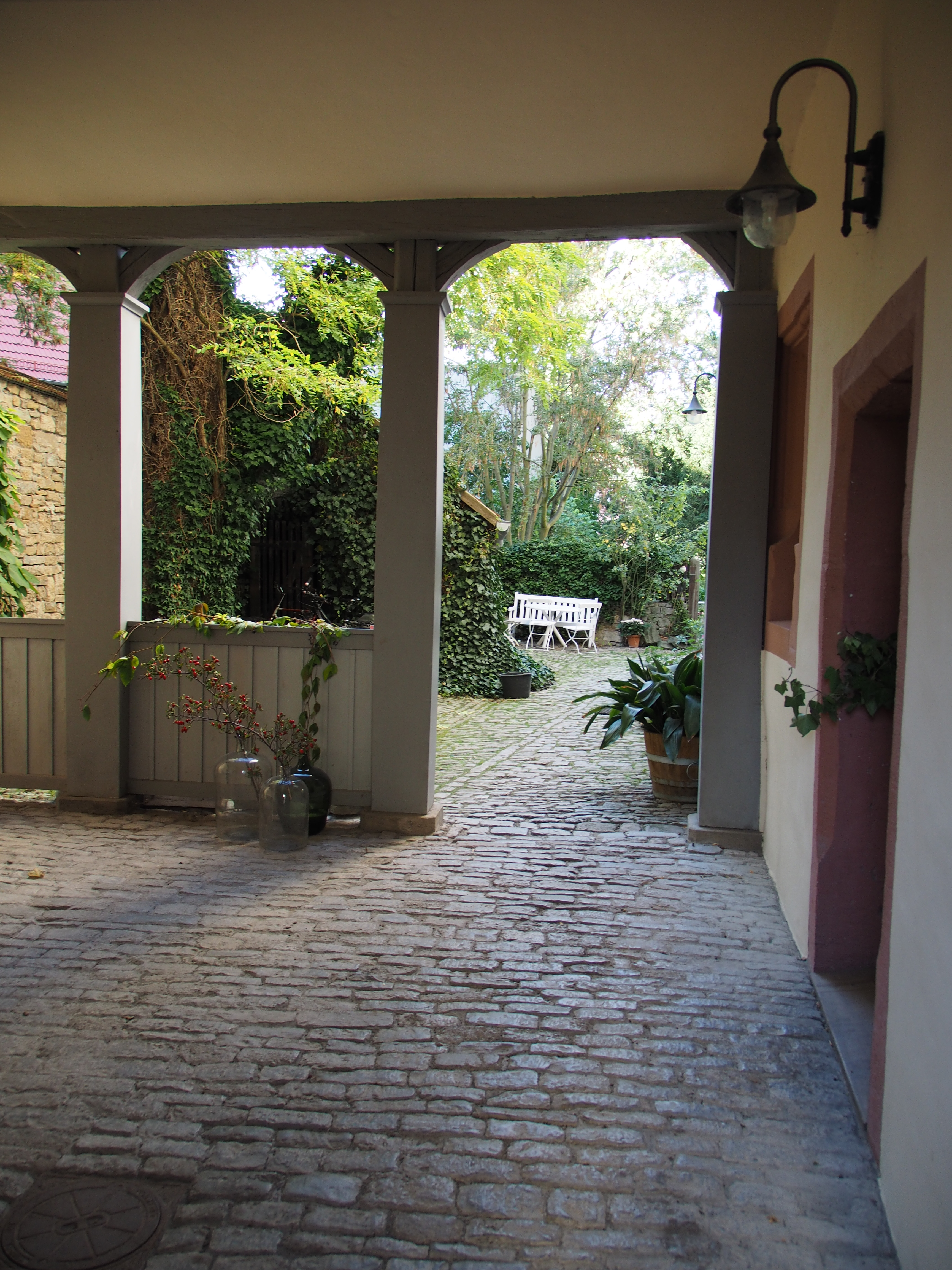
Durchgang zum Herdergarten (2015)
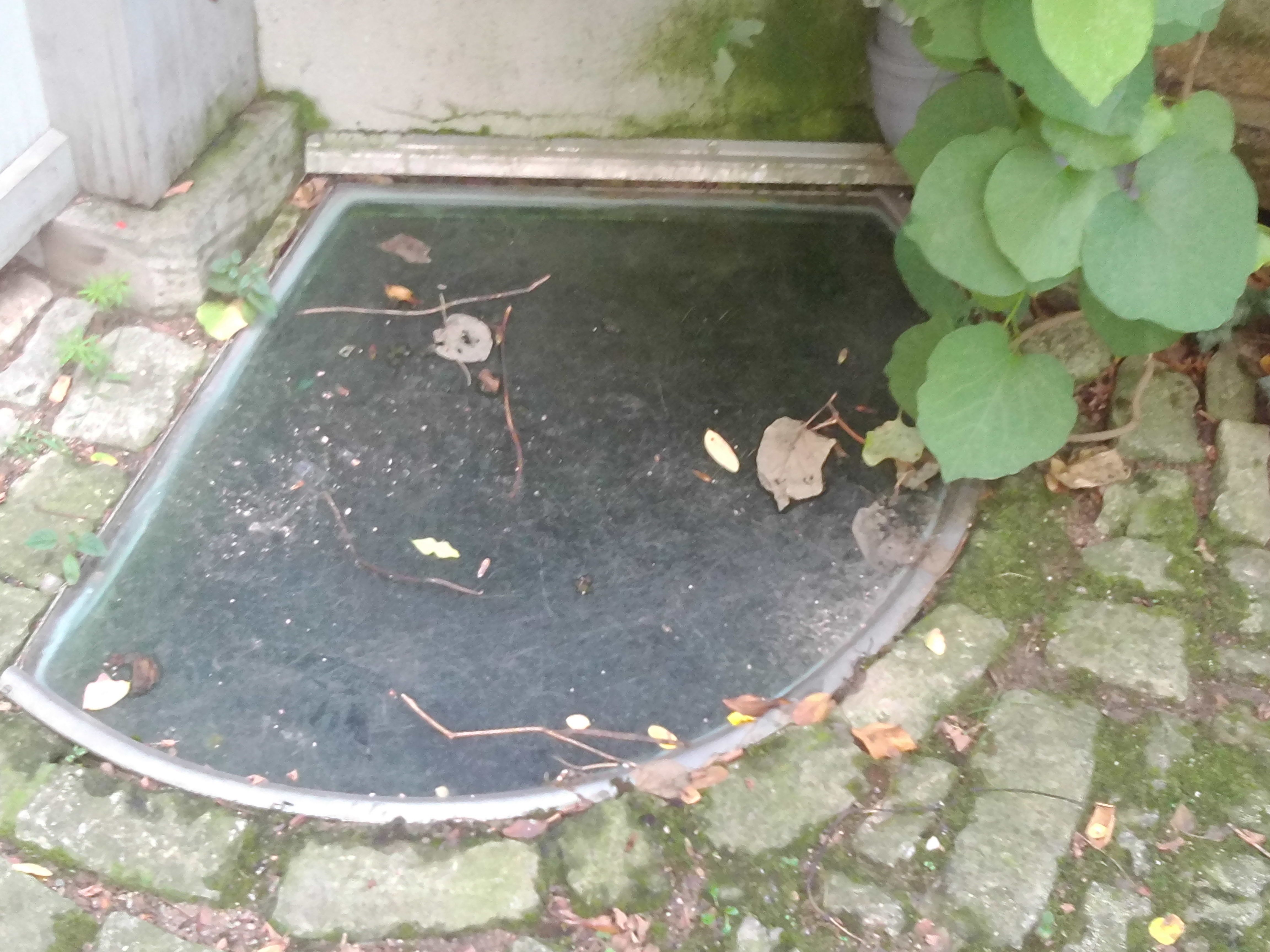
Schachtbrunnen am Herderhaus (2021)
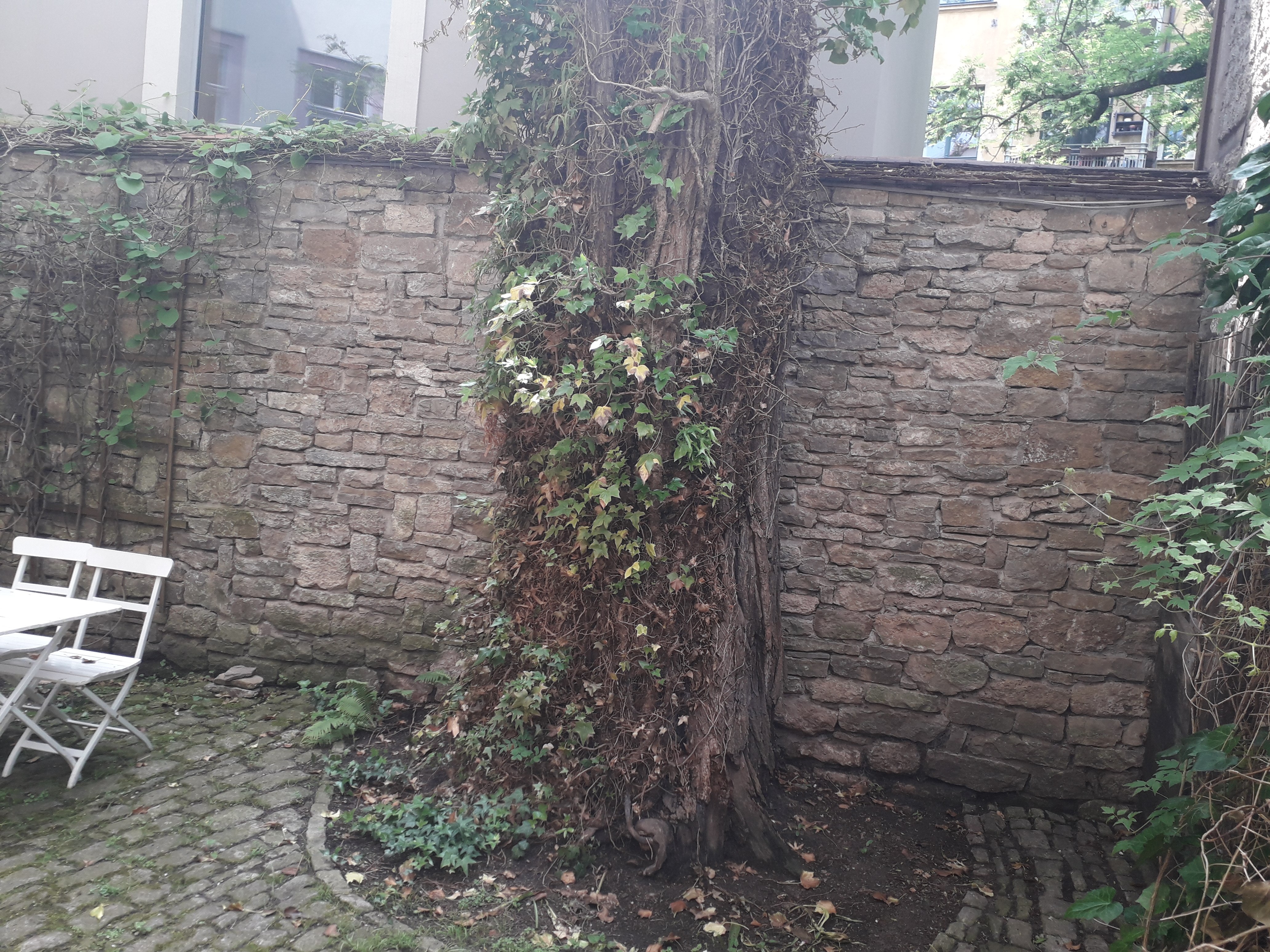
Spalier unweit es Herderhausbrunnens